# Navicat
Navicat — серія програм керування базами даних та розробки програмного забезпечення виробництва ТОВ PremiumSoft CyberTech для MySQL, Oracle, SQLite, PostgreSQL, MariaDB і Microsoft SQL Server. Він має Explorer-подібний графічний користувальницький інтерфейс і підтримує кілька з'єднань з базою даних для локальних і віддалених баз. Дизайн програми виконаний з урахуванням потреб найрізноманітніших аудиторій: від адміністраторів баз даних і програмістів до різноманітних підприємств/компаній, які обслуговують клієнтів і обмінюються інформацією з партнерами.

## Історія створення
Основною метою первісної версії було управління установками MySQL. У 2008 році Navicat для MySQL став переможцем в Гонконзі — взяв кілька призових місць на ІКТ 2008.

## Підтримувані платформи та мови
Navicat є платформонезалежним інструментом і працює на платформах:
- Microsoft Windows;
- Mac OS X;
- Linux.

При покупці користувач може обрати одну з восьми доступних мов: 
- англійська;
- французька;
- німецька;
- японська;
- корейська;
- польська;
- китайський спрощена;
- традиційна китайська.

## Продукція[2]
Програмне забезпечення під назвою Navicat:
- Navicat for MySQL;
- Navicat for PostgreSQL;
- Navicat for Oracle;
- Navicat for SQLite;
- Navicat Premium;
- Navicat for SQL Server;
- Navicat for MariaDB;
- Navicat Essentials;
- Navicat Data Modeler;